# Robert Gibbes
Robert Gibbes (* 9. Januar 1644 wahrscheinlich in Sandwich, Kent, England; † 24. Juni 1715 in der Province of South Carolina) war ein englischer bzw. britischer Kolonialbeamter und kommissarischer Gouverneur der Province of South Carolina.

## Lebenslauf
Der Geburtsort von Robert Gibbes wird in fast allen Quellen mit Sandwich in der Grafschaft Kent angegeben. Nur seine Biographie in der Carolana.Com benennt Sandarich auf Barbados als seinen Geburtsort. Er war ein Sohn von Robert Gibbes Sr. und Mary Coventry. In seiner Jugend verließ der jüngere Robert Gibbes seine englische Heimat und ließ sich auf Barbados nieder. Im Jahr 1665 war er an der erfolglosen Gründung einer englischen Kolonie bei Cape Fear im späteren US-Staat North Carolina beteiligt. Nach dem Ende dieser Kolonie im Jahr 1667 kehrte er zunächst nach Barbados zurück. 1672 begann er im späteren South Carolina mit dem Erwerb von größeren Ländereien. Für einige Zeit pendelte er zwischen Barbados und South Carolina hin und her, ehe er fest an der nordamerikanischen Küste Fuß fasste.
Seit 1684 bekleidete er in South Carolina, das damals den südlichen Teil der Province of Carolina darstellte, politische Ämter. Zunächst wurde er als Sheriff Leiter der dortigen Polizei. Von 1692 bis 1694 war er Abgeordneter im kolonialen Parlament. Später wurde er Mitglied des Großen Rats (Council) der Kolonie. Im Jahr 1708 wurde er schließlich zum dortigen Obersten Richter (Chief Justice) ernannt. Nach dem Tod von Gouverneur Edward Tynte im Juni 1710 gelang es ihm, mit Hilfe von Bestechungen zu dessen kommissarischem Nachfolger ernannt zu werden. In der Folge kam es zu Rivalitäten mit dem unterlegenen bzw. betrogenen Konkurrenten um diesen Posten, Thomas Broughton. Das führte zwischenzeitlich zu Aufruhr in der Kolonie. Gibbes konnte aber sein Amt bis zur Ankunft des neuen regulären Gouverneurs Charles Craven (19. März 1712) behalten. Im Jahr 1711 sandte er Truppen nach North Carolina, um den dortigen Siedlern gegen Indianerangriffen zu helfen. Ansonsten bewirkte er in den seinen zwei Jahren als kommissarischer Gouverneur nicht viel. Robert Gibbes starb am 24. Juni 1715.